# Калаші

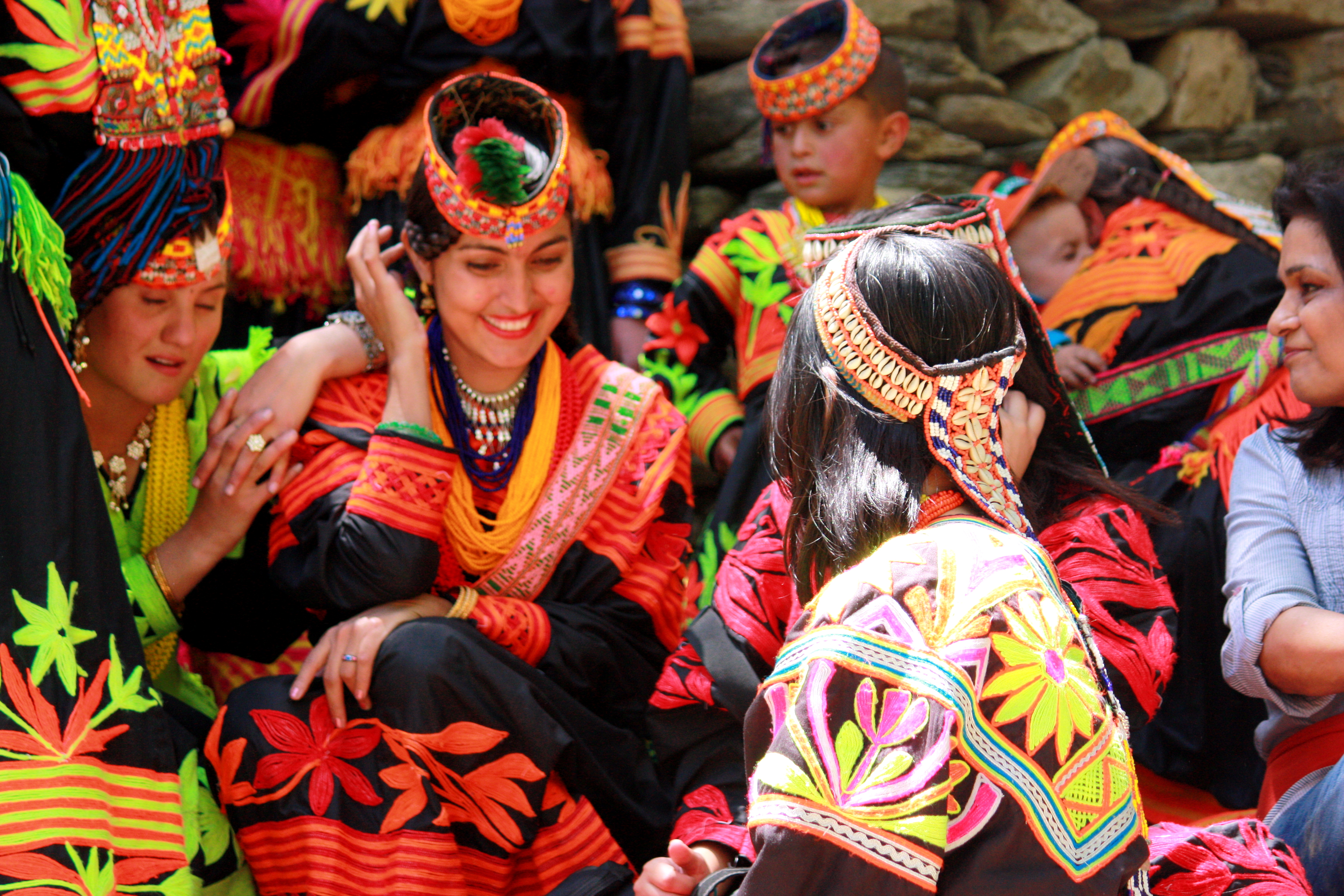
Жінки у традиційному одязі

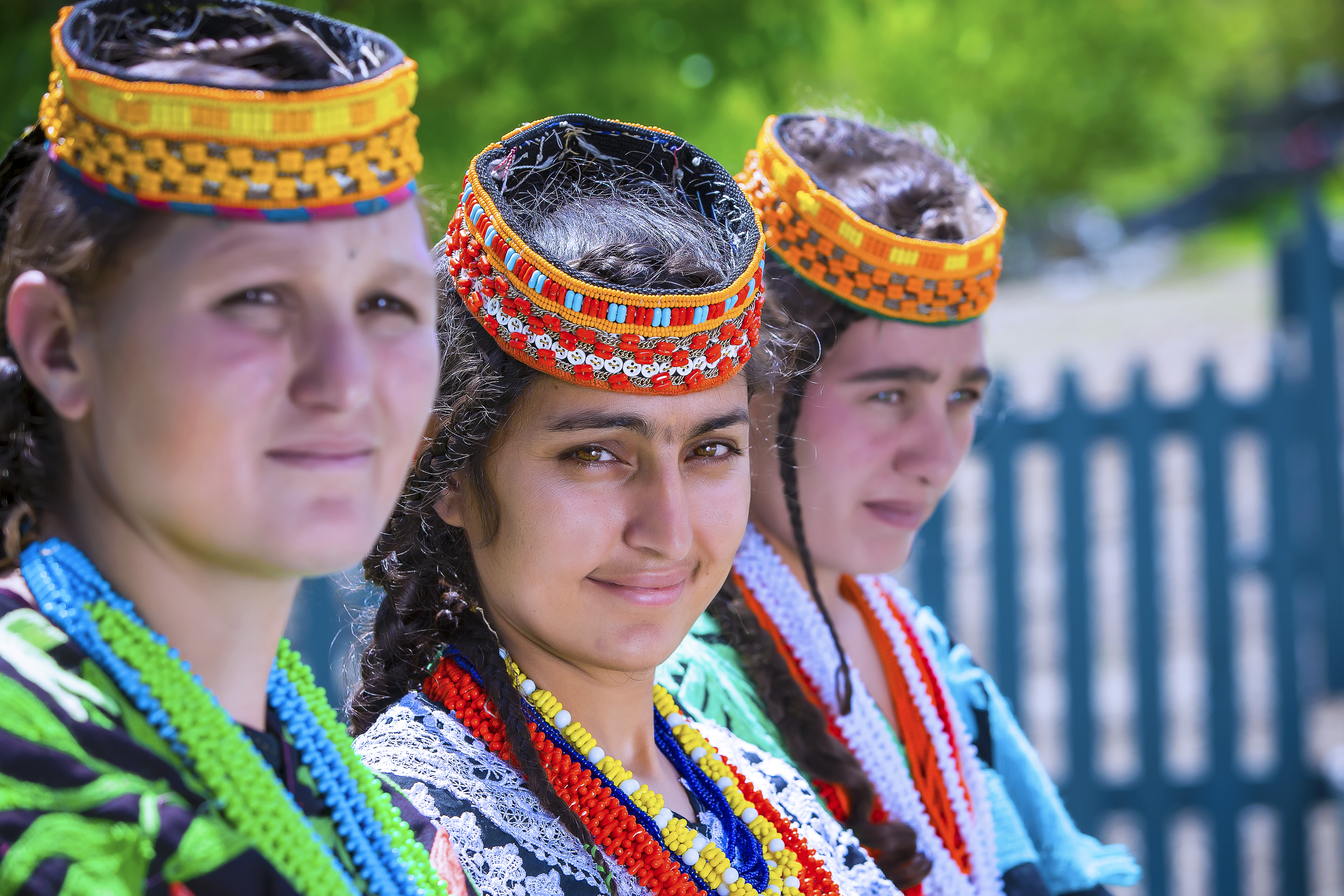
Калашські дівчата у квітні 2016 року

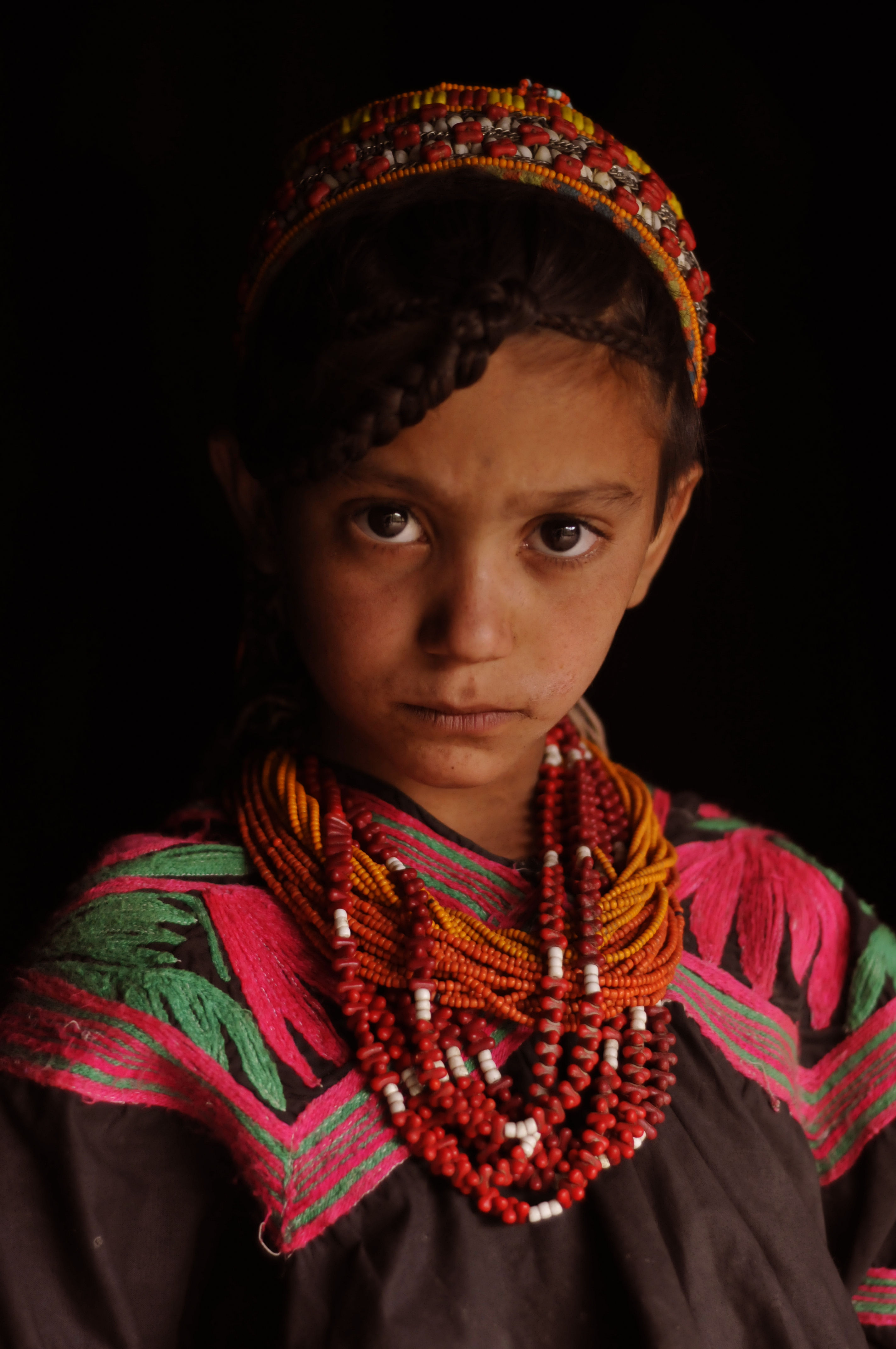
Калашська дівчина

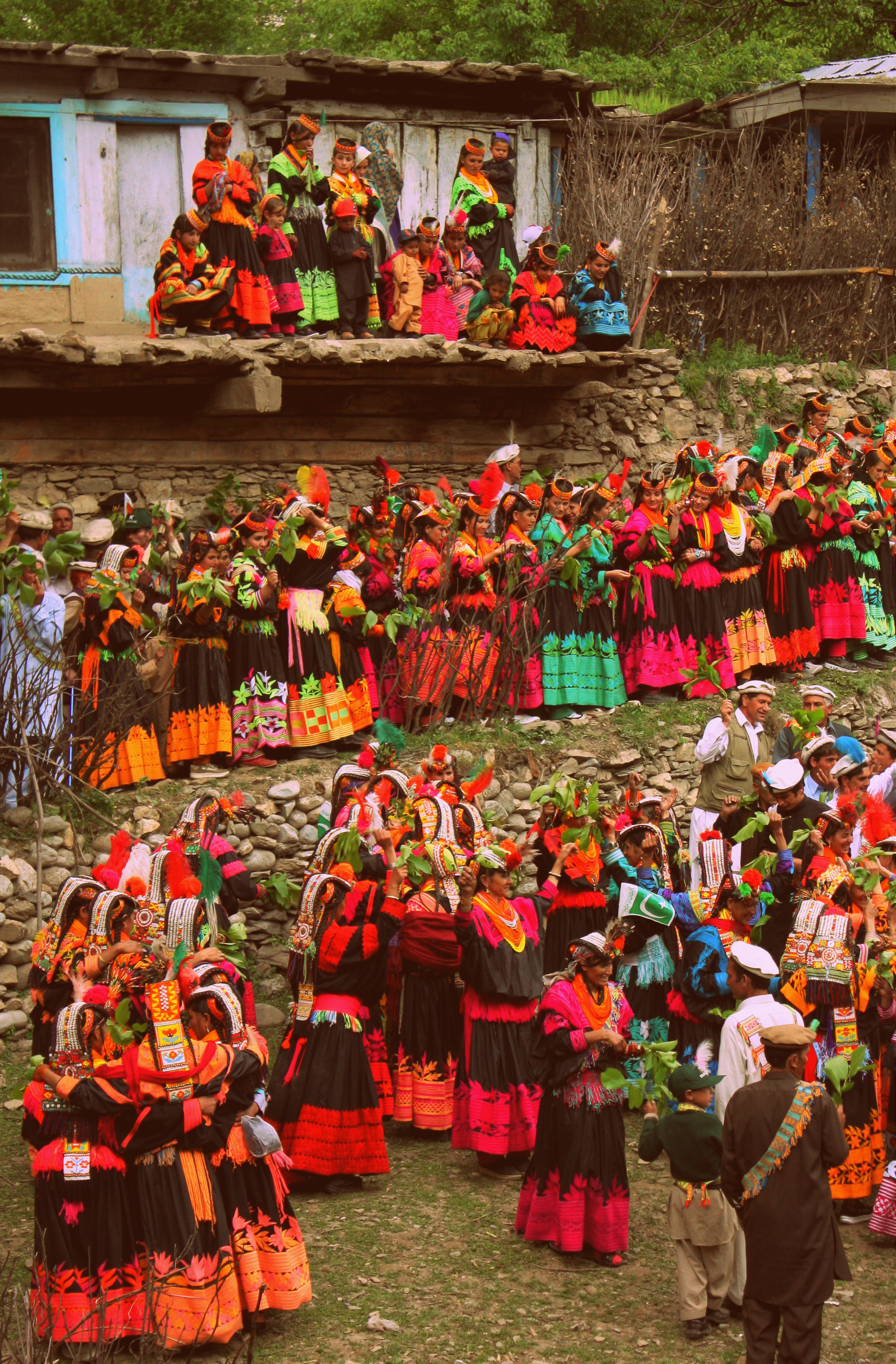
На честь Chilam Joshi жінки та чоловіки калашів танцюють та співають від танцювального майданчика до сільської арени Чарсо наприкінці святкового дня

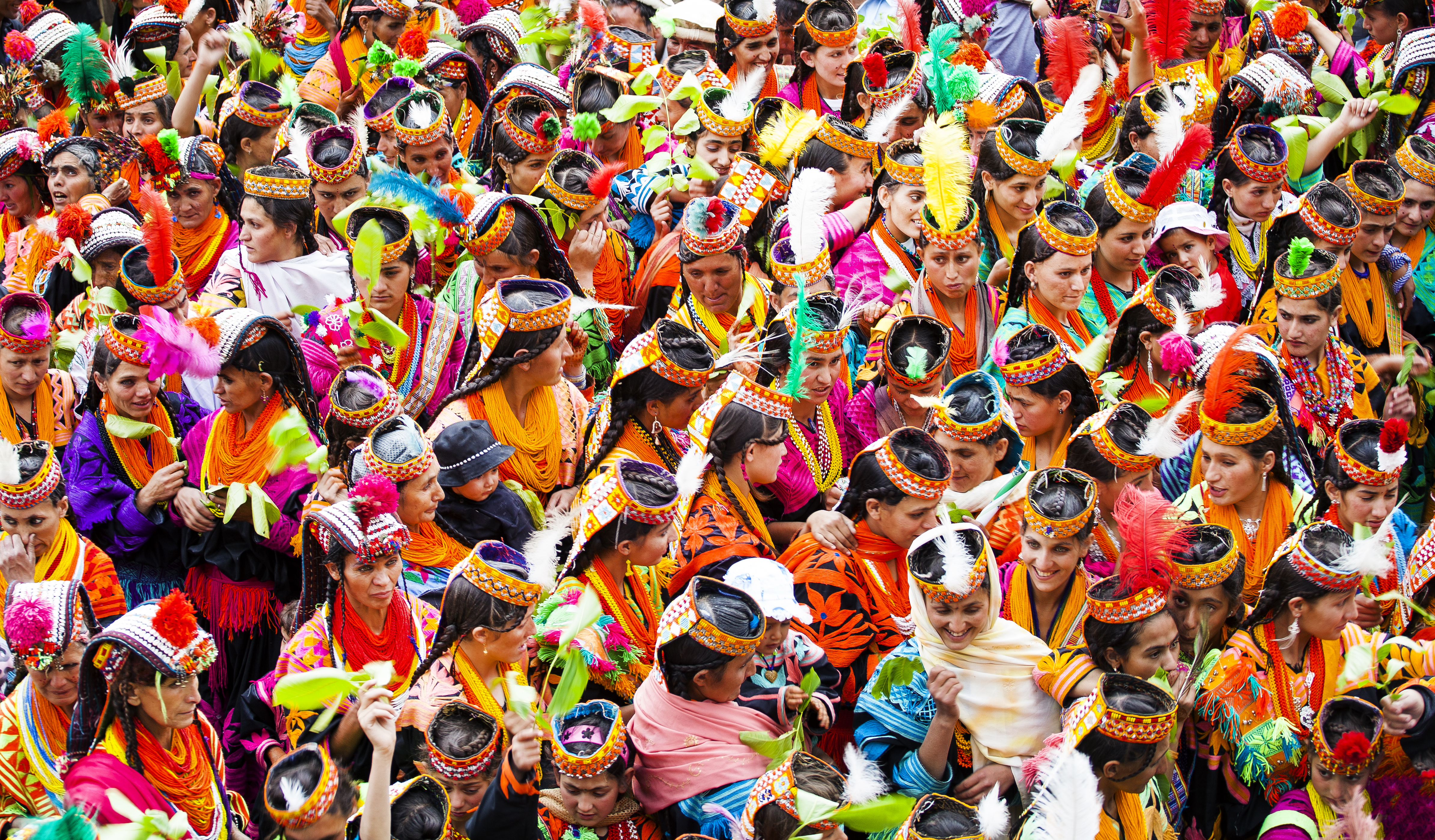
Святкування фестивалю Chilam Joshi

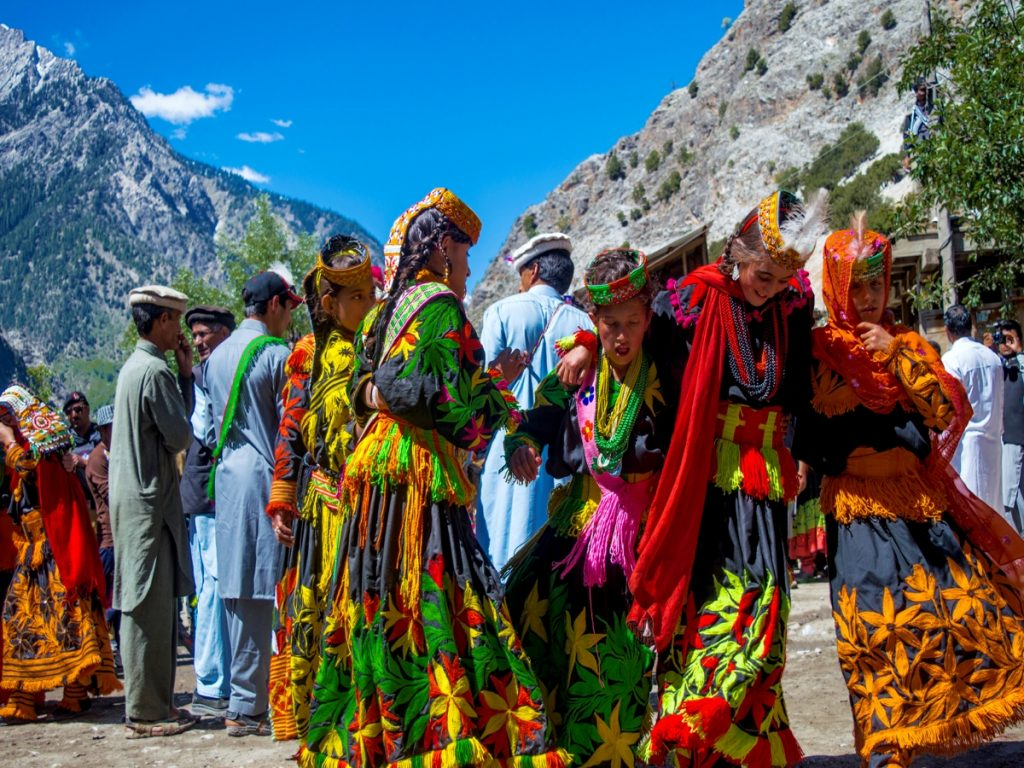
Народний танець калашів під час урочистостей

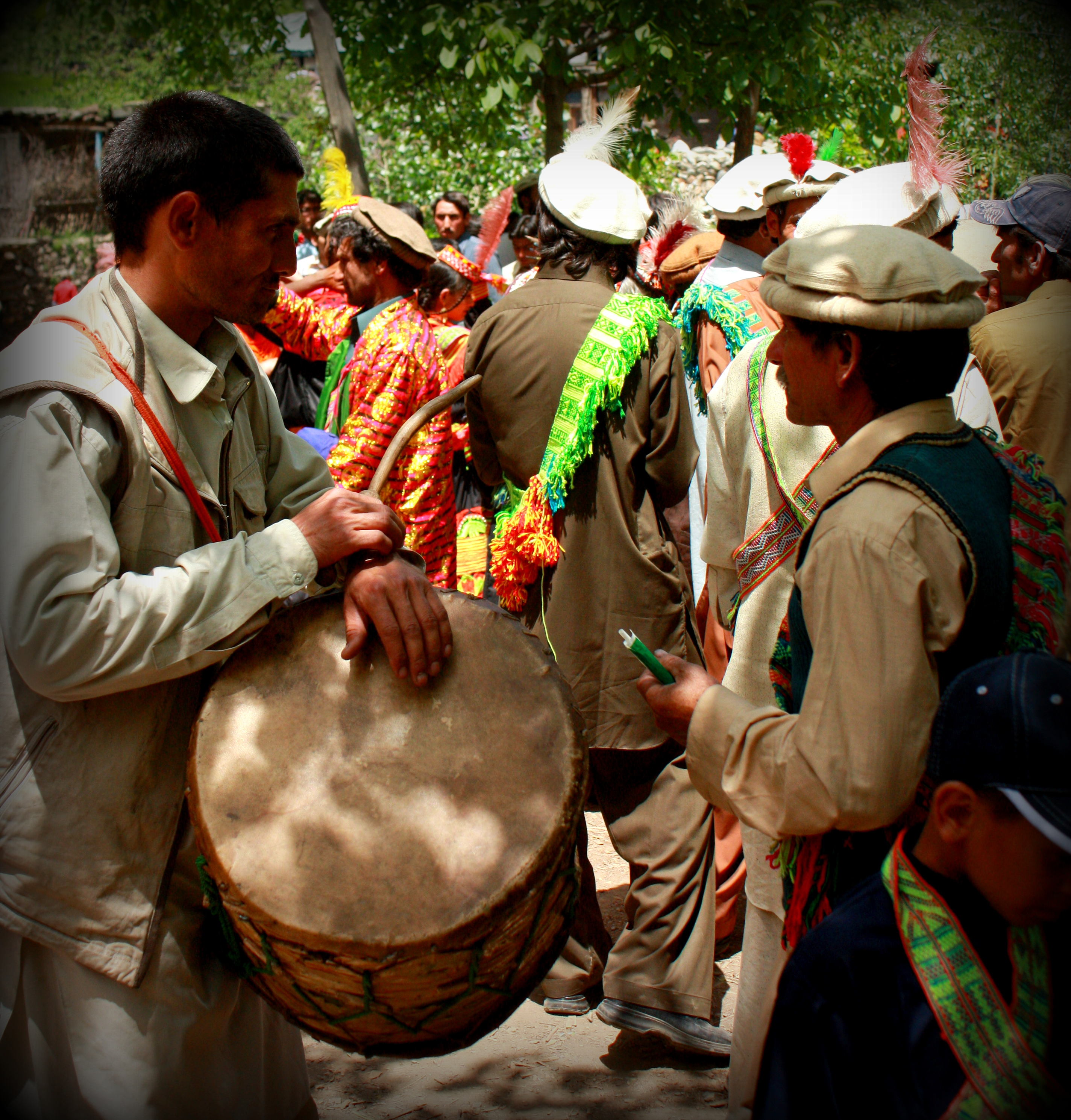
Барабанщик на фестивалі Джоші в Бамбереті, Пакистан. У калашів гра на барабанах — чоловіче заняття.

Калаші — невеликий дардський народ, що населяє дві долини правих приток річки Читрал (Кунар) у горах південного Гіндукуша в окрузі Читрал провінції Хайбер-Пахтунхва (Пакистан).
Рідна мова — калаша — належить до дардської групи індоіранських мов. Унікальність народу, з усіх боків оточеного мусульманами, полягає в тому, що значна його частина досі сповідує язичницьку релігію, що склалася на базі індоіранської релігії та субстратних вірувань.

## Історія та етнонім
Дардські народи, що населяють Читрал, зазвичай одностайно вважають калашів аборигенами краю. У самих же калашів існують перекази про те, що вони прийшли в Читрал через Башгал і відтіснили народ кхо на північ, у верхів'я річки Читрал. Проте мова калашїв близька споріднена з мовою кховар. Можливо, переказ відображає прихід у XV ст. у Читрал войовничої нуристаномовної групи, яка підкорила місцеве дардомовне населення. Ця група відокремилася від носіїв мови вайгалі, що досі називають себе kalašüm, передала місцевому населенню свою самоназву та багато традицій, але була асимільована ним у мовному плані.
Уявлення про калашів, як аборигенів, засноване на тому факті, що в колишні часи калаші населяли більш широкий ареал у Південному Читралі, де досі багато топонімів мають калашський характер. З втратою войовничості калаші в цих місцях були поступово витіснені або асимільовані носіями провідної читральської мови кховар.
Самі калаші заявляють, що їхня давня прабатьківщина знаходилася десь на території Сирії, в місцевості, званій Tsyam.

## Область розселення
Селення калашів розташовані на висоті 1900—2200 м над рівнем моря. Калаші населяють три бічні долини, утворені правими (західними) притоками річки Читрал (Кунар): Аюнгол з притоками Бумборетгол (калаш. Мумрет) і Румбургол (Рукму), і Бібіргол (Біріу), на відстані приблизно 20 км на південь міста Читрал. Перші дві долини з'єднуються в пониззі, в третю по Калашської етнічної території веде перевал заввишки бл. 3000 м. Перевали через західний хребет ведуть до Афганістану, в область розселення нуристанської народності каті.
Клімат досить м'який та вологий. Середньорічний рівень опадів 700—800 мм. Середня температура влітку — 25 °C, взимку — 1 °C. Долини відрізняються родючістю, схили вкриті дубовими лісами.

## Расовий тип та генетика
Останнім часом калаші здобули широку популярність не тільки завдяки унікальній релігії, а й звичайним для цього народу світлим волоссям та очам, що породжувало у рівнинних народів легенди про калашів, як про нащадків воїнів Олександра Македонського, а сьогодні іноді трактується в популярній та деякій антропологічній літературі, як частково збережене, за умов гірської ізоляції, спадщина давніх «аріїв» андронівської культури (прото-европеоїдів), які мігрували з північних степів Євразії (Причорномор'я і Приазов'я) на південь, і осіли на південному заході Центральної Азії (Памір, Гіндукуш) витіснивши місцеве осіле дравідійське населення близько 4 тис. років тому. Проте, ослаблена пігментація характерна тільки для частини популяції, більшість калашів темноволосі і представляють характерний середземноморський тип, властивий і їх рівнинним сусідам. Світле волосся і очі характерні тією чи іншою мірою для представників усіх іранських народів, тисячоліттями гірських долин, що живуть в ізольованих ендогамних умовах, з дуже слабким припливом генофонду ззовні: нуристанців, дардів, памирських народів, а також неіндоєвропейських аборигенів буришів. Останні генетичні дослідження показують, що калаші демонструють набір гаплогруп, звичайний для індоєвропейських народів Західної Євразії (Близького Сходу), не виявляють жодного зв'язку з греками. Типовими мітохондріальними гаплогрупами для калашів є: (pre-HV)1 (22,7 %), HV (4,5 %), H (4,5 %), U4 (34,1 %), U2e (15,9 %), U7 (2,3 %), J2 (9,1 %), T (4,5 %). Інші дослідники вважають калашів генетичним ізолятом з високим рівнем гомозиготності, що протягом 11 000 років не має якогось значного припливу генів від сусідніх народів Пакистану. Згідно з цими дослідженнями, геном калашів виявляє зв'язок із доісторичним північно-євразійським населенням. Близькими до них генетично виявилися представники ямної культури.

## Традиційне господарство та суспільний устрій
Господарство калашів, подібно до нуристанських народів, засноване на дихотомії скотарства та землеробства, традиційно закріплених відповідно за чоловіками (насамперед юнаками) та жінками. Однак, на відміну від нуристанців, калаші практично не розводять велику рогату худобу; основний об'єкт розведення, як і в усіх архаїчних дардських народів, — кози, навколо яких будуються численні традиції, табу та фольклор. Випасом кіз на високогірних літніх пасовищах займаються неодружені парубки. Козяче молоко — один з основних продуктів харчування, при цьому жінкам дозволено вживати його тільки у свіжому вигляді. Забій худоби відбувається в урочистій обстановці, жінкам дозволено їсти лише м'ясо самок. Вівчарство — значно менш ритуалізована сфера.
Жінки сіють на зрошених полях пшеницю, ячмінь та просо. У новий час ці культури дедалі більше тіснить кукурудза, що дає у Читралі добрі врожаї. Ведеться також збирання волоського горіха, шовковика і винограду, з останнього робиться вино.
Калаші діляться на екзогамні пологи (калаш. Deri, кхов. Kam), які є також культовою одиницею. Центром родового культу служить покрита різьбленням дошка, що уособлює богиню Джештак (Jēṣṭak), покровительку родинних зв'язків, або ж «храм» (Jēṣṭak-hān, «дім Джештак») — приміщення для танців та зборів.
У суспільному устрої, як і в нуристанців, важливу роль відіграють ранги. Людина, яка бажає заслужити повагу одноплемінників і більш високе місце в громадській ієрархії, а також інші ритуальні та соціальні права (підняти свій «престиж»), влаштовує на свої кошти «свято заслуг» типу потлач, що представляє собою ритуальний бенкет, на яке запрошуються всі односельці. «Ранг» людини визначається його «заслугами» перед суспільством — витраченими на свято коштами, насамперед худобою. Організація такого свята надає голос у зборах старшин села і право на встановлення посмертної статуї. Насамперед «ранг» можна було заслужити і завдяки військовим «заслугам» (набігами на сусідів та вбивством ворогів).
Раніше існував неповноправний прошарок ремісників, значно обмежений у ритуальних і соціальних правах, що походить з викрадених калашами в рабство сусідів. Свого часу ремісники найшвидше приймали іслам.
Шлюб у калашів переважно моногамний, жінки користуються значною свободою і можуть розривати шлюб за своєю ініціативою.

## Духовна культура
Калаші — єдиний народ регіону, який частково зберіг традиційну релігію і не звернений повністю в іслам. Релігійна ізоляція калашів розпочалася на поч. XVIII ст., коли вони були підпорядковані мехтарем (правителем) Читрала і опинилися під культурним тиском спорідненого народу КХО, зверненого на той час в іслам. Загалом читральська політика вирізнялася відносною толерантністю, і ісламізацією регіону, що проводилися сунітськими муллами та ісмаїлітськими проповідниками, мала досить спонтанний і поступовий характер. Під час проведення у XIX ст. лінії Дюранда калаші залишилися в британських володіннях, що вберегло їх від масового насильницького навернення до ісламу, проведеного в 1896 афганським еміром Абдур-рахманом в сусідньому Нуристані.
Проте випадки навернення до ісламу калашів відбувалися протягом усієї новітньої історії народу. Кількість їх зросла після 1970-х років, коли в край були прокладені дороги і в селищах калашів стали будуватися школи. Навернення в іслам призводить до розриву традиційних зв'язків, як каже один із калашських старшин Сайфулла Джан: «Якщо хтось із калашів звертається до ісламу, він більше не зможе жити серед нас». Як зазначає К. Йеттмар, калаші-мусульмани з неприхованою заздрістю дивляться на калашські язичницькі танці та веселі свята. В даний час язичницька релігія, яка привертає увагу численних європейських туристів, знаходиться під захистом пакистанського уряду, який побоюється вимирання туристичної індустрії у разі остаточного розповсюдження ісламу.
Проте іслам і ісламська культура сусідніх народів дуже впливає життя калашів-язичників та його вірування, наповнюються сюжетами і мотивами мусульманської міфології. Калаші перейняли у сусідів чоловічий одяг та імена. Під натиском цивілізації поступово руйнується традиційний спосіб життя, зокрема йдуть у небуття «свята заслуг». Проте досі долини калашів є унікальним заповідником, що зберігає одну з найархаїчніших індоєвропейських культур.

### Релігія
Традиційні уявлення калашів про світ ґрунтуються на протиставленні святості та нечистоти. Вищою святістю володіють гори та гірські пасовища, де мешкають боги і пасеться «їх худоба» — дикі кози. Святі також вівтарі та козячі хліви. Нечистими є землі мусульман. Нечистота також властива жінці, особливо у періоди місячних та пологів. Осквернення приносить все, пов'язане зі смертю. Подібно до ведійської релігії та зороастризму релігія калашів передбачає численні церемонії очищення від скверни.
Пантеон калашів (devalog) загалом подібний до пантеону, що існував у сусідів-нуристанців, і включає багато однойменних божеств, хоча й дещо відрізняється від останнього. Є уявлення також про численні нижчі духи-демони, насамперед жіночої статі.
Святилища калашів являють собою вівтарі, що споруджуються просто неба з дощок ялівцю або дуба і обставлені ритуальними різьбленими дошками та ідолами божеств. Спеціальні споруди споруджуються для релігійних танців. Ритуали калашів полягають насамперед у громадських бенкетах, куди запрошуються боги. Яскраво виражена ритуальна роль молодих юнаків, які ще не пізнали жінку, тобто мають найвищу чистоту.

### Релігійні обряди
Язичницькі божества калашів мають велику кількість храмів та вівтарів усією долиною проживання їхнього народу. Вони підносять їм жертви переважно складаються з коней, кіз, корів і овець, розведення яких одна із основних промислів місцевого населення. Також вони залишають на вівтарях вино, тим самим приносячи жертву богу Індр, бог винограду. Ритуали калаш поєднані зі святами і в цілому схожі на ведійські.
Подібно до носіїв ведичної культури, калаші вважають ворон своїми предками і годують їх з лівої руки. Померлих ховають над землею у спеціальних дерев'яних трунах з орнаментом, також багаті представники калашів встановлюють над труною дерев'яне опудало померлого.
Словом гандау калаші називають надгробні пам'ятники Калаських долин та Кафіристана, які різняться залежно від того, якого статусу за життя досяг померлий. Кундрик — другий різновид антропоморфних дерев'яних статуй предків у калашів. Являє собою статую-оберег, який встановлюється на полях або в селищі на височину — дерев'яна жердина або складений з каменів постамент.

## Загроза зникнення
У сьогоденні культура та етнос калашів знаходиться під загрозою зникнення. Вони живуть у замкнутих громадах, проте молоде населення щоразу частіше вимушене асимілюватися, одружуючися з ісламським населенням, це відбувається через те, що мусульманинові простіше знайти роботу і прогодувати сім'ю. Крім того, калаші одержують погрози з боку різних ісламістських організацій.